# Ouled Ayad
Ouled Ayad (arabiska: أوالد عياد) är en stad i Marocko. Den ligger i provinsen Fquih Ben Salah och regionen Béni Mellal-Khénifra, 200 km söder om huvudstaden Rabat. Antalet invånare var 23 818 vid folkräkningen 2014.